# 頭髪検査
頭髪検査（とうはつけんさ）とは、主にアジアの一部の学校における、生徒の頭髪が校則で決められた形や色になっているかを確認する検査。

## 日本における校則と頭髪検査
中学校、高等学校等で、校内秩序を維持する名目で、児童生徒の髪の毛の長さや形、染色・脱色の有無等を調べ、基準に合わない場合は変更を求める行為である。
日本では、1970年代より中学校や高等学校などで髪型などの画一的な規制が行われるようになった。制服や髪形などの画一的な規制に対しては、規制の効果と必要性という規制の効用（効用論）についての議論とその規制の実施を学校の裁量としてどの程度認めるかという裁量（裁量論）に関して議論がある。
1980年代には校内暴力やいじめが急増し、1992年度には、高校を退学となった生徒が全国で12万人余と過去最多を記録。理由は「勉強についていけない」が11%であり、多くの生徒が勉強以外の理由で退学処分を受けていることになる。
これらの弊害により文部省は方針を180度転換。文部省初等中等教育局長は都道府県教育委員会中等教育担当課長会議において、校則の見直しを教育委員会に対し指示した。
その後、一部の学校では改善傾向が見られたものの、2020年の調査では依然として東京都の都立高校177校中150校が頭髪に関する規定を持っており、根本的な解決には至っていない。

### 検査方法
生徒の頭髪及び身体に触れる可能性があるということから基本的に男子の検査は男性の教員によって行われ、女子の検査は女性の教員によって行われる。
頭髪だけの単独の検査ではなく、身だしなみ全般の検査を目的として、生徒を集合させて、または他の集会の後などに、服装や爪等の検査と同時に頭髪の検査を行う学校がある。登校時に教諭が立ち番を行い、頭髪に問題のある生徒をいったん帰宅させ、直させる、という指導を行う学校もある。

#### 髪型の検査

##### 男子生徒に対する丸刈り校則のある学校の場合（2018年消滅）

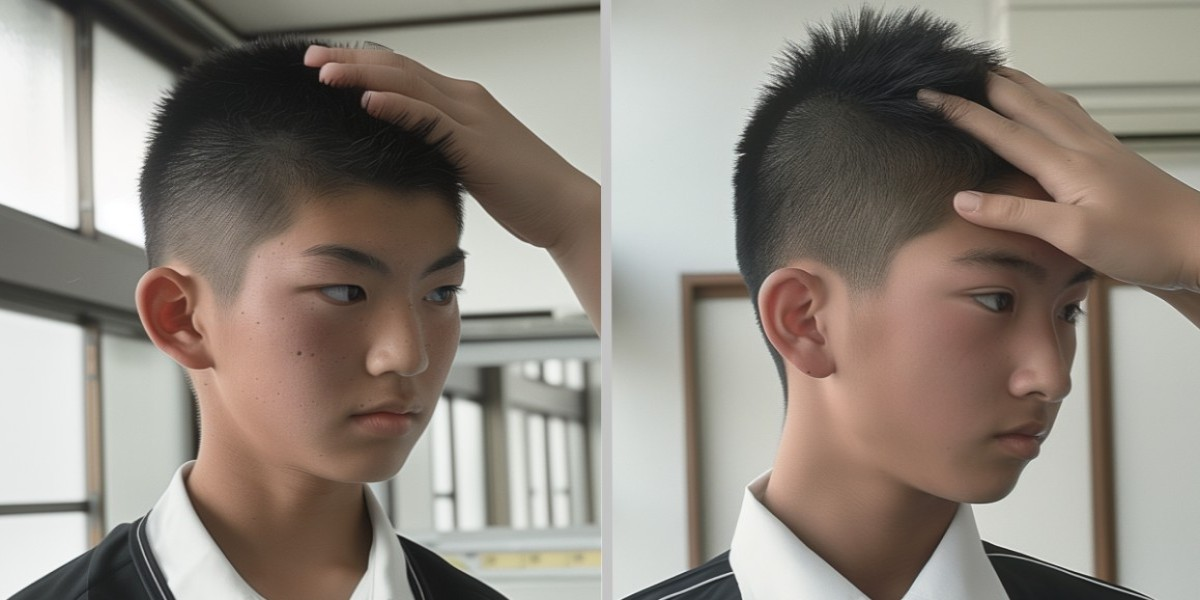
手のひらの指の厚みをスケールとした丸刈りの髪の長さ検査の様子で、左側は検査に合格、右側は検査に不合格となる例である。

髪型が丸刈りであり、伸びすぎていないことを教員が目視で確認するが、一部の学校では、教員が生徒の頭に手のひらを置き、指の厚みより髪がはみ出すと違反とされた。

##### 女子生徒に対するおかっぱなどの短い髪型を強制する学校の場合（2023年消滅）

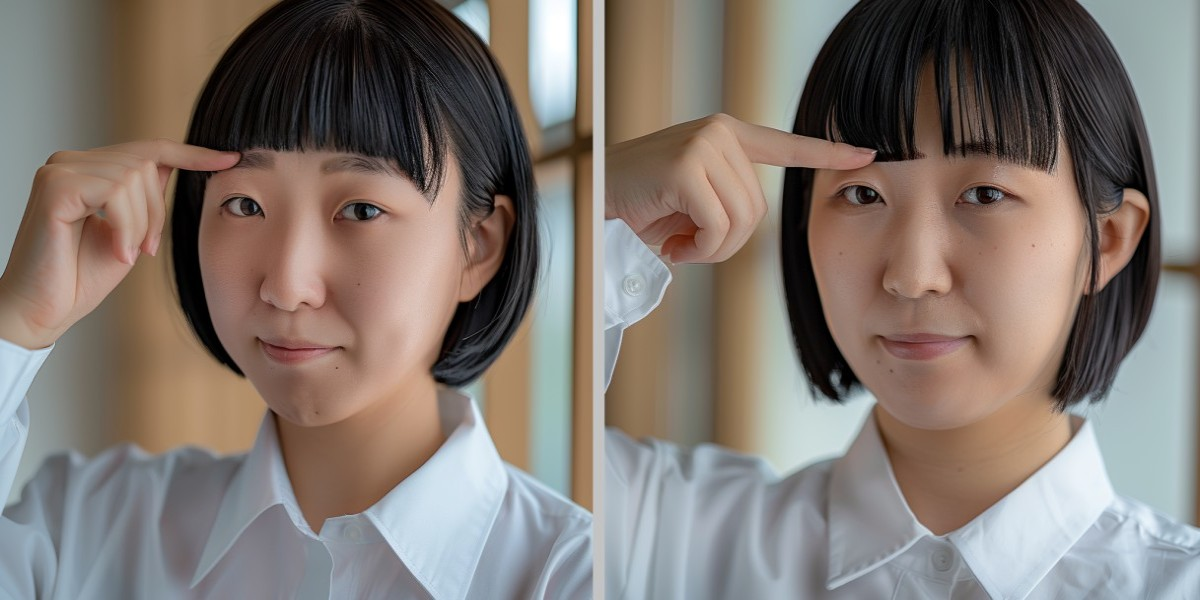
人差し指をスケールとした前髪の長さ検査の様子で、左側は検査に合格、右側は検査に不合格となる例である。

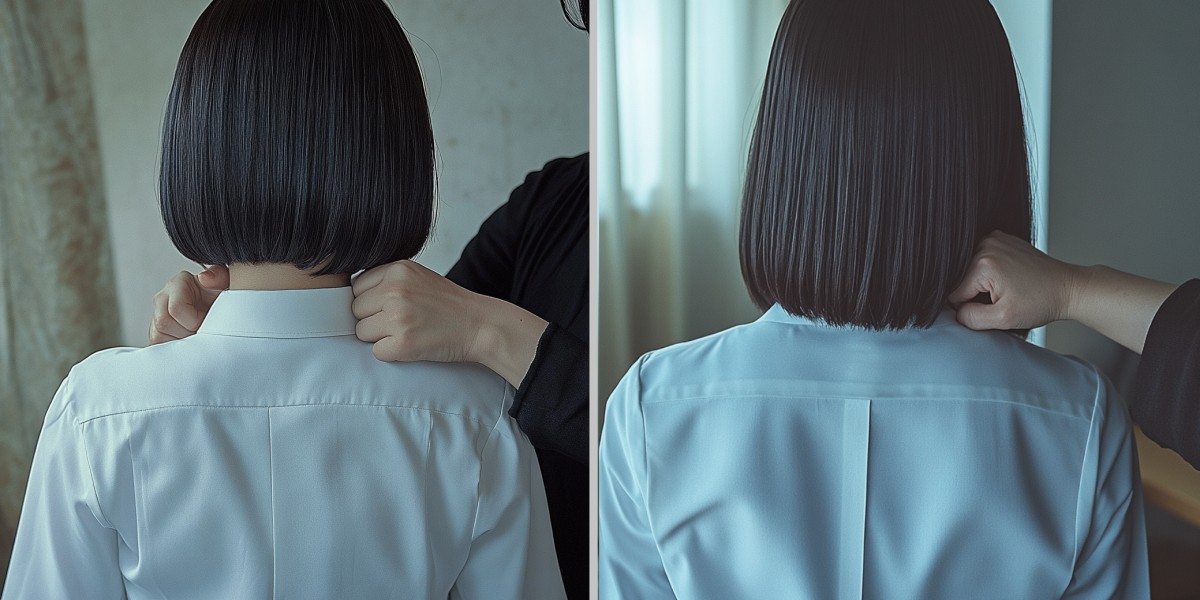
肩に置いた拳をスケールとした後ろ髪の長さ検査の様子で、左側は検査に合格、右側は検査に不合格となる例である。

前髪が眉、後ろ髪が襟（もしくは肩）にかかっていないことを、教員が目視で確認するが、一部の学校では、教員、もしくは生徒本人の人差し指を生徒の眉の上にかざし、指に前髪がかかると違反、握りこぶしを肩に置き、拳に後ろ髪がかかると違反とされた。

##### 男子生徒に対し後ろ髪を刈り上げる事を強制する学校の場合

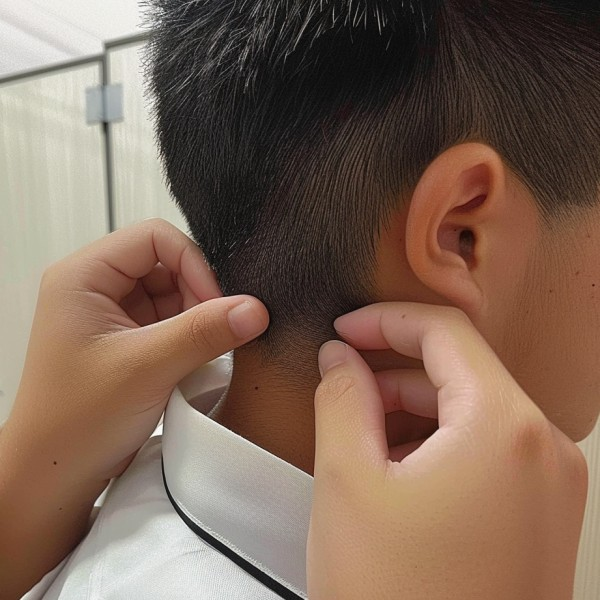
男子生徒の後ろ髪の襟足が指で摘まむことができない事を検査する例

教員が生徒の髪の耳元や襟足を指でつまめないことを確認し、つまむことが出来た場合は違反としている学校がある。

##### 丸刈り校則、おかっぱなどの短い髪型の強制が無い学校の場合
あらかじめ校則（生徒心得、生徒指導規定など）で定めた範囲の髪の長さであること、髪のまとめ方（結び方、留め方）である事を、教員が目視で確認するが、教員が髪に触れながら厳格に確認を行う学校もある。

#### 髪色の検査

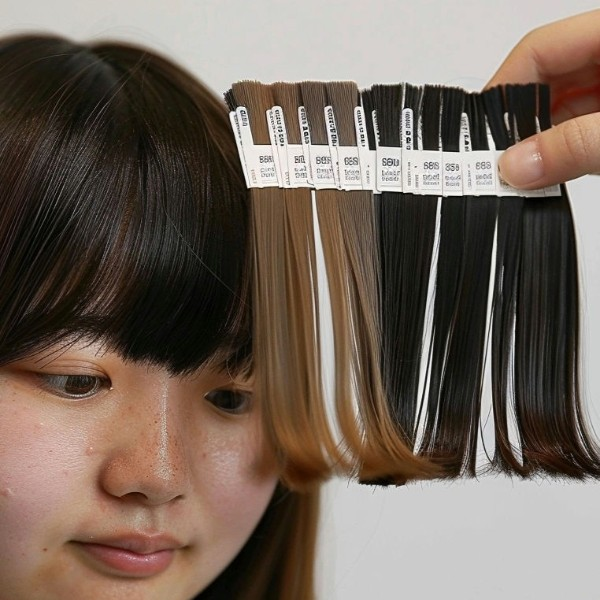
髪色見本を利用した髪色検査の例

髪を染めていないこと、脱色していないことを、教員が目視で確認する。色合いを確認できるカラースケールが検査用に市販されており、特定の色見本より髪が黒いことを検査時の基準として示す学校もある。
高等学校においては、髪の毛が黒以外の色や、くせ毛の生徒に対して、「地毛証明」の提出を求め、過去に染色や脱色をしたことのない生来の頭髪であることを問われる場合や、カラースケールで髪の色をはかり、色の番号が記載されるされる場合もある。地毛であることの証明として、幼少期の写真の提出を求める学校もある。「地毛届」とも呼ばれる。
「地毛証明」に関しては、識者から「プライバシーの侵害だ」という指摘があり、廃止の動きも出ている。

### 処分
校則に適合する状態になるよう、校内で強制措置が行われる場合もある。1989年には愛知県の高校で、頭髪検査後、猶予期間を設けずにその場で教諭が生徒の髪を切った事例が問題となり、法務局が介入し同校での頭髪検査はしばらく見合わせられた。2005年には長崎県で、生徒の髪を切った教諭を親が呼び出し、暴行を加えた例がある。
2008年には、奈良県の中学校で生徒が脱色した頭髪を生徒自身の同意のもとに教諭が校内で黒に染め直した措置が体罰にあたるとして、損害賠償を求める訴訟が大阪地裁で起こされたが、地裁・高裁とも学校の措置を妥当とし、最高裁は上告を棄却した。2012年には髪の長さが長すぎるとして、校内で生徒自らにはさみで髪を切らせた例が報じられた。
頭髪をめぐる校則に関しては、2017年に大阪の府立高校の生徒が生まれつき髪が茶色なのに黒く染めるよう強要され不登校になったとして、府に対して慰謝料など計約220万円の損害賠償を求める訴訟を大阪地裁に起こしている。
2018年3月28日、富山県の県立高4校で教員が頭髪に関する校則に従うよう指導する際、生徒の髪を切っていた問題があり、富山県教育委員会は、関わった4校の教員ら19人のほか、監督者として校長4人を書面による訓告の処分とした。
2019年3月、千葉県の県立高校で生徒指導の教諭らが生徒にごみ袋をかぶせて黒染めスプレーを吹きかけていた行為について、千葉県弁護士会は体罰に準ずる行為にあたるとして千葉県教育委員会や学校に警告書を出している。

## 中国における校則と頭髪検査
華商報の2009年の報道によると、西安市の高校で女子生徒はポニーテールにしなければならず、前髪を垂らす際には、眉毛が隠れない長さに切り揃えなければならないという校則が存在している。
また、四川省資陽市の中学校でフリンジや染髪、パーマなど15種類の髪型を校則で禁止している。

## 韓国における校則と頭髪検査
韓国では染髪、パーマ、髪の長さ、ヘアジェルやムースの禁止などを指定している学校がある。
中学生、高校生の頭髪については、1960年代から過度な規制が行われていると問題視されており、1980年代に服装の自由化と同時に頭髪の自由化も実施されたが、依然としてヘアスタイルや長髪についての規定は存在していた。
2018年9月末、ソウル市のチョ・ヒヨン教育監が髪型は「生徒個人の自由」としてソウル市内の学校での髪型自由化を宣言した。チョ・ヒヨン教育監の髪型自由化宣言に対し9月30日に全国の父兄団体連合は反対する声明を発表した。
2020年8月、国家人権委員会は全校生徒の頭髪をスポーツ刈りのみとした大邱市内の私立男子高校に対し、頭髪の規定を改正するように勧告している。

## タイにおける校則と頭髪検査
タイでは中学生、高校生のヘアスタイルに対し、教育省がパーマは不可などの原則を定めており、各校が校則として髪の長さなど詳細を定めている。
1972年には公立学校の全ての男子生徒の髪の長さは5cm以内、女子生徒は首より長くなってはいけないと定められていた。1975年には教育省がこの規則を撤回し、長髪を可能と通達する。2013年には、改めて同省が長髪可能と通達し、2020年5月と7月にも同省が再通達したにもかかわらず、髪を刈る教師が後を絶たず、SNSを通じ発足した高校生グループ「Bad Student」には、髪を刈られた写真や映像が約300件ほど寄せられている。「Bad Student」は、髪型に関する校則の撤廃を求めて署名を集め、同省に対して提訴にも踏み切っている。この運動がタイ国内で話題になると2020年8月20日に同省は、学校が細かい校則を定めるという内容を取り消すように通達を行った。

## ベトナムにおける校則と頭髪検査
ベトナム国内のいくつかの大学では、学校の風紀を守るためという理由で染髪禁止や清潔感のある髪型にしなければならないと定められている。

## シンガポールにおける校則と頭髪検査
シンガポールの公立学校では、ヘアスタイルや長髪についての規定が存在している。注意されても髪型が改善していない場合には、他の生徒の前で散髪が行われる。

## その他の頭髪検査
ここまでに挙げた検査とは趣旨が異なるが、頭髪にシラミがいないかを確認する検査が行われることがある。シラミ検出を目的とした検査は、実施時期も他の検査とは異なる。日本ではプール授業の始まる直前の時期にあたる6月に実施されることが多く、感染報告のピークも6月となっている。このほか、地域でシラミ流行が確認された際に臨時に実施されたり、健康診断と同時に行われたりする場合もある。